# إيلي سادان
الحاخام إليعازر "إيلي" سادان (من مواليد ديسمبر 1948) هو حاخام إسرائيلي أرثوذكسي، ومؤسس ورئيس ميخينا "بني ديفيد"، أول برنامج تحضيري قبل الخدمة العسكرية في إسرائيل.
حصل في 2016 على جائزة إسرائيل للإنجاز مدى الحياة لمساهمته الخاصة في المجتمع والدولة. 

## حياته
ولد إيلي سادان عام 1948 في بودابست في المجر. وكان والداه من الناجين من الهولوكوست. وسار والده في مسيرة الموت، وقضى حوالي ستة أشهر في معسكر الإبادة أوشفيتس. بعد الحرب، أكمل والداه دراستهما في المجر. وهاجروا إلى إسرائيل عندما كان إيلي يبلغ من العمر سنة واحدة.
قبل انضمامه إلى الجيش الإسرائيلي، درس سادان لمدة أربعة أشهر في مدرسة يشيفات كيرم بيافنة. وخدم في لواء المظليين. وفي الوقت نفسه، كان منسقًا بلديًا في فرع بني عكيفا في شمال تل أبيب.
بعد أن أنهى خدمته العسكرية، بدأ دراسة الفيزياء في الجامعة العبرية في القدس. بعد مرور عام، انتقل إلى المدرسة الدينية مركاز هاراف كوك، حيث درس لمدة 15 عامًا وأصبح تلميذًا للحاخامات تسفي يهودا كوك وتفي ثاو. وهو من طلابهم البارزين. ومثلهم يعتقد أن دولة إسرائيل هي أتشالتا ديغيولا (بداية الخلاص). أثناء دراسته، طلب منه الحاخام كوك المساعدة في إنشاء موشاف كيشيت في هضبة الجولان، وفي إنشاء نواة علماء التوراة في إيلات.
تم تفويضه مع الحاخام تسفي تاو من قبل الحاخام تسفي يهودا فيما يتعلق بأسرى صهيون، ومن بينهم ناتان شارانسكي. حتى أنهم أجروا محادثة هاتفية سرية قبل دخول شارانسكي السجن الروسي. بعد ذلك، عقد سادان عدة اجتماعات مع مسؤولين أميركيين من أجل تأمين إطلاق سراح شارانسكي.

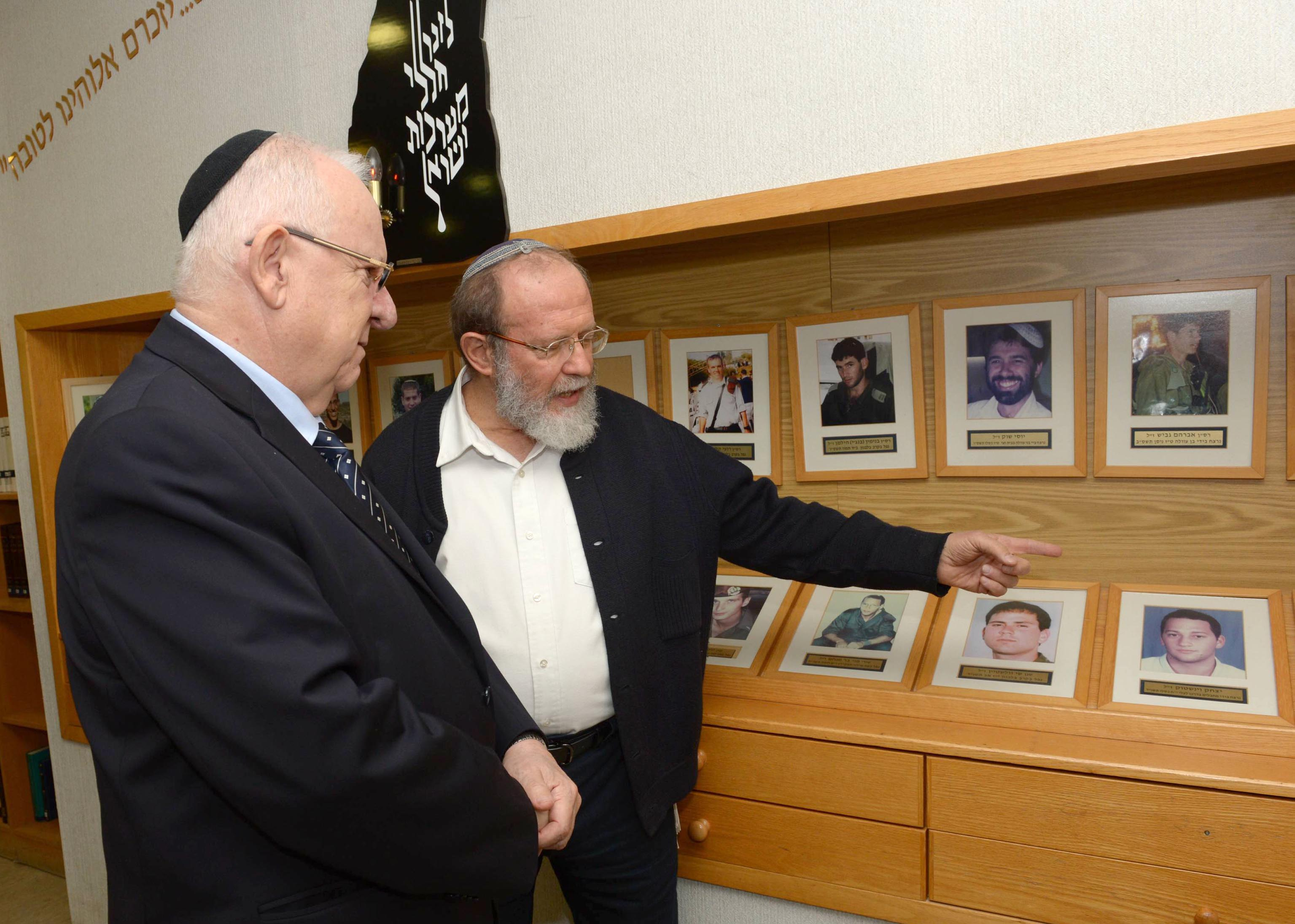
الحاخام إيلي سادان مع الرئيس الإسرائيلي رؤوفين ريفلين في أكاديمية بني ديفيد

في عام 1988، أنشأ سادان أول برنامج تحضيري لما قبل الخدمة العسكرية "ميخينا"، بالتعاون مع الحاخام يغال ليفنشتاين. تسمى ميخينا "بني داود" وتقع في إيلي. تم إنشاء الميخينا بسبب ترك بعض الجنود المتدينين أطرهم الدينية أثناء الخدمة العسكرية. هدفها هو إعداد الرجال الأرثوذكس للخدمة الكاملة في الجيش الإسرائيلي، مع تشجيعهم على الخدمة في الوحدات القتالية كضباط.
كما بدأ الحاخام سادان في إنشاء أول برنامج علماني للميخينا "نحشون"، الذي أنشئ في عام 1997.
في عام 2016، حصل الحاخام سادان على جائزة إسرائيل للإنجاز مدى الحياة بسبب مساهمته الخاصة في المجتمع ودولة إسرائيل.
سادان متزوج وله اثني عشر طفلا.